# Алимпий (Галик)
Иеромонах Алимпий (в миру Яков Галик; 1685, Богуслав на Киевщине — 18 марта 1763, Киево-Печерская лавра) — украинский живописец и гравёр XVIII века, иеромонах, руководитель иконописной мастерской Киево-Печерской лавры.

## Биография

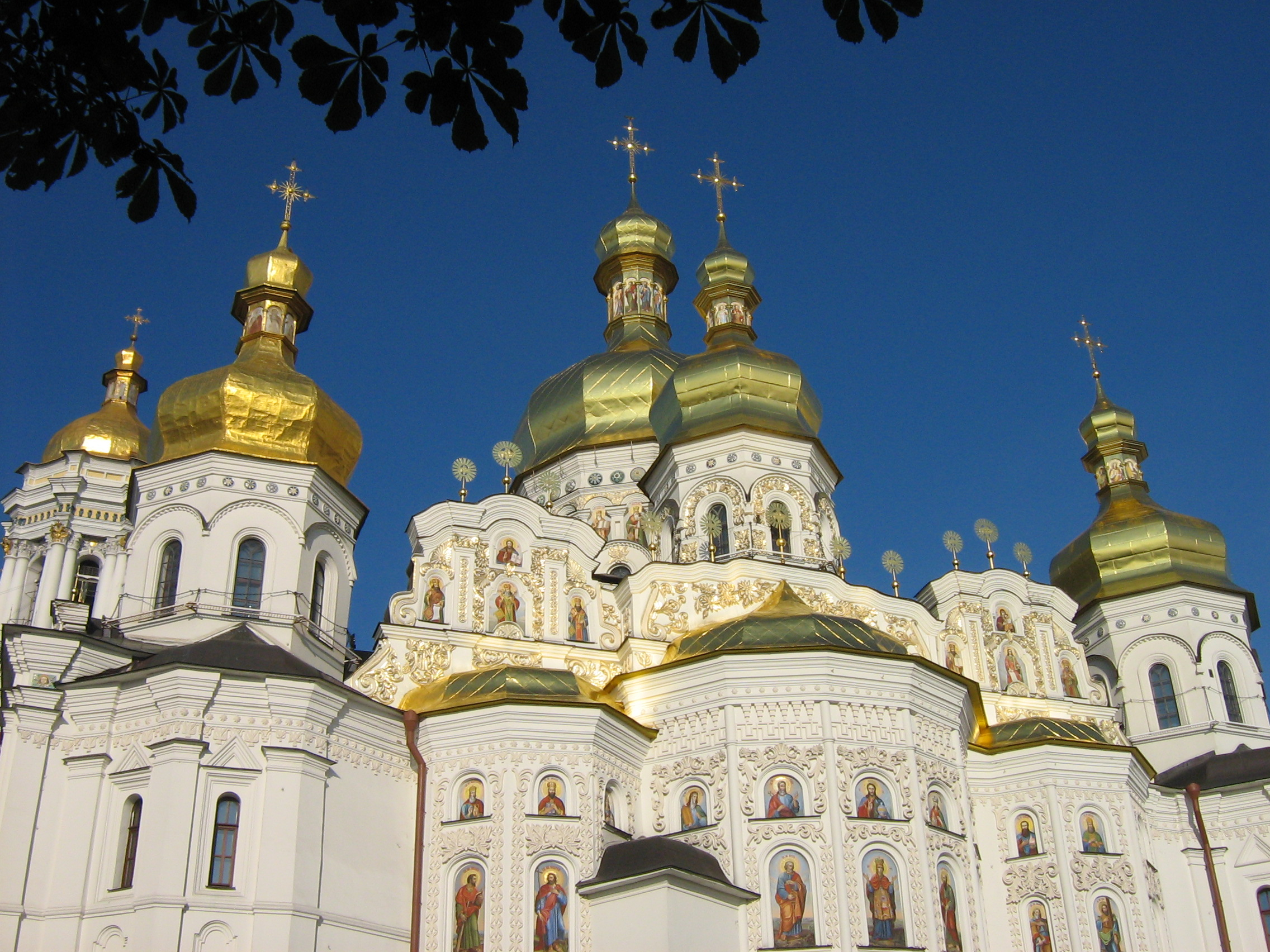
Успенский собор Киево-Печерской лавры

С раннего возраста Яков любил рассматривать иконы и картины, которые продавались на местных базарах, а впоследствии и сам стал угольками пробовать рисовать портреты на доске. Увлечение юноши заметил старый сосед-художник и посоветовал отцу отдать сына для обучения живописи. Первые уроки рисования Яков получил у дьяка Покровской церкви, который обладал художественным талантом.
Через небольшое время Алимпий стал продавать свои иконы на базаре. Благодаря счастливой случайности работы парня заметил один из лаврских иконописцев. В связи с тем, что в Киево-Печерской лавре в то время случился большой пожар, для восстановления церквей потребовалось много мастеров, в том числе художников, гравёров, иконописцев. Так Алимпий попал в лавру. Прошёл обучение в лаврской школе живописи. С 1721 года он работал там в художественной мастерской, расписывая не только лаврские церкви, но и храмы других монастырей. Трудился он под наблюдением украинского живописца, иконописца Ивана Фемивиста. В то время здесь работали такие мастера, как архитектор Иоганн Шедель, золотых и серебряных дел мастер Иван Равич, гравёр Григорий Левицкий, молодые зодчие — Степан Ковнир, Андрей Соколовский и др. Общение с мастерами, дискуссии о направлениях развития искусства помогли Галику сформироваться как художнику и гражданину. Он работал в атмосфере, где всё больше наблюдались отход от канонических изображений, влияние народных традиций.

## Творчество

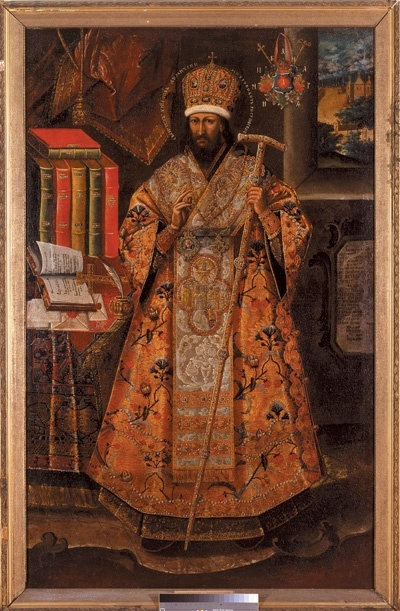
Портрет митрополита Димитрия Ростовского. Масло на доске. 205 × 105 см. Вторая половина XVIII века. Национальный художественный музей Украины (НХМУ), Киев.

Алимпий (Галик) в 1724−1731 годах участвовал в росписи Успенского собора и Троицкой надвратной церкви Киево-Печерской лавры. Снаружи эту церковь Алимпий расписал в 1742—1744 годах вместе с Иваном Кодельским. Исторические и библейские сюжеты были трактованы им не канонически, с глубоким поэтическим чувством («Ход в рай», «Первый Вселенский собор в Никее»). Принимал участие в создании в XVIII веке новых украшений на стенах древней Софии Киевской и в росписях церквей и иконостасов в селе Пирогове.
В 1730—1750-х годах он возглавлял иконописную мастерскую Киево-Печерской лавры, где воспитал ряд украинских художников, в частности, Самийло Недилка.
Подписанные им рисунки, эскизы к иконам и гравюрам сохранились в рисовальных альбомах школы. Галик творчески использовал наследие западно-европейской живописи и украинского народного искусства. Особое внимание живописец обращал на символику цвета, о чём свидетельствуют записи учеников малярской школы Киево-Печерской лавры: «блакит — любовь, цеглясть — смирение, зелена — послушание, мумия — терпение». Наибольшей популярностью пользовался красный цвет, как символ страданий, борьбы, любви, побед.
Когда в украинскую живопись стал внедряться классицизм, Алимпий, не желая перестраиваться, 2 августа 1755 года подал архимандриту просьбу об отставке, попросив выделить келью в Дальних пещерах и помощника-«маляра» (художника). Уединившись, он занимался позолотой и росписью металлических изделий. В фондах Лаврского музея в Киеве сохранилась серебряная чаша с его подписью — ювелирное произведение с ажурным орнаментом.
Учитывая большие заслуги Алимпия, Собор Киево-Печерской лавры ещё при его жизни постановил: «По окончании его жизни тело в Лавре святой великой Лаврской церкви соборной погребено быть должно».
Умер Алимпий (Галик) 18 марта 1763 года, похоронен в лаврском Успенском соборе, где хоронили князей, полководцев, митрополитов.

## Избранные работы
- Портреты:
  - Петра I (1745),
  - Екатерины I (1745),
  - митрополита Димитрия Ростовского,
- иконы для церкви и крепости Святой Елизаветы (1754),
- иконы для Кирилловской церкви (Киев, 1759),
- ряд рисунков в фондах лавры,
- серебряные оправа Евангелия (1749) и чаша (1763).